# Волости Ленинградской области
Волости Ленинградской области — административно-территориальные единицы и муниципальные образования, выделявшиеся в составе районов до проведения реформы местного самоуправления, а также единицы статистического учёта в ОКАТО, выделявшиеся до 2017 года.

## История
18 января 1994 года вышло постановление главы администрации Ленинградской области № 10, согласно которому сельсоветы и поссоветы (посёлки с прилегающими территориями) как административно-территориальные единицы преобразовывались в волости. В 1995 году волости, образованные городскими посёлками, были упразднены.
26 марта 1996 года были приняты законы «Об административно-территориальном устройстве Ленинградской области» и «О местном самоуправлении в Ленинградской области», согласно которым волости наравне с городскими и сельскими поселениями определялись как муниципальные образования. Волостями назывались муниципальные образования, включающие в свой состав несколько поселений, объединённых общей территорией, для совместного осуществления местного самоуправления по решению населения этих поселений.
С осени 2004 года в соответствии с Федеральным законом № 131-ФЗ «Об общих принципах организации местного самоуправления в Российской Федерации» от 6 октября 2003 года волости как муниципальные образования были упразднены, в составе области были выделены 1 городской округ и муниципальные районы, внутри муниципальных районов городские и сельские поселения (формально закон о местном самоуправлении 1996 года прекратил действие с 1 января 2006 года).
Волости и остальные объекты традиционного административно-территориального устройства были упразднены с 27 мая 2008 года, когда прекратил действие закон 1996 года об административно-территориальном устройстве.
15 июня 2010 года в соответствии с новым Законом «Об административно-территориальном устройстве Ленинградской области и порядке его изменения» категории административно-территориальных единиц совпали с категориями муниципальных образований — городской округ, муниципальные районы, городские и сельские поселения.
В ОКАТО волости просуществовали до 16 июня 2017 года.

## Список
Сокращения
- м/р — муниципальный район (административно-территориальная единица и муниципальное образование)
- г/п — городское поселение (административно-территориальная единица и муниципальное образование)
- с/п — сельское поселение (административно-территориальная единица и муниципальное образование)
- адм. ц. — административный центр
- гп — городской посёлок
- с.н.п. — сельский населённый пункт
- д. — деревня
- п. — посёлок
- х — хутор

Оранжевым цветом выделена неупразднённая волость с административным центром в городском посёлке. Светло-серым цветом выделены волости, чьи административные центры были в 2010-х годах преобразованы в городские населённые пункты.
| №   | Волость           | Поселение (поселения, по состоянию на 16.06.2017)  | Район (м/р)     |
| --- | ----------------- | -------------------------------------------------- | --------------- |
| 1   | Алексеевская      | Пашозёрское с/п                                    | Тихвинский      |
| 2   | Алёховщинская     | Алёховщинское с/п                                  | Лодейнопольский |
| 3   | Андреевская       | Мелегежское с/п                                    | Тихвинский      |
| 4   | Андреевщинская    | Янегское с/п                                       | Лодейнопольский |
| 5   | Анисимовская      | Самойловское с/п                                   | Бокситогорский  |
| 6   | Аннинская         | Аннинское г/п                                      | Ломоносовский   |
| 7   | Антелевская       | Пудомягское с/п                                    | Гатчинский      |
| 8   | Бабигонская       | Низинское с/п                                      | Ломоносовский   |
| 9   | Бегуницкая        | Бегуницкое с/п                                     | Волосовский     |
| 10  | Бережковская      | Бережковское с/п                                   | Волховский      |
| 11  | Берёзовская       | Мгинское г/п                                       | Кировский       |
| 12  | Беседская         | Беседское с/п                                      | Волосовский     |
| 13  | Богатырёвская     | Севастьяновское с/п                                | Приозерский     |
| 14  | Большедворская    | Большедворское с/п                                 | Бокситогорский  |
| 15  | Большеколпанская  | Большеколпанское с/п                               | Гатчинский      |
| 16  | Большелуцкая      | Ивангородское, Кингисеппское г/п, Большелуцкое с/п | Кингисеппский   |
| 17  | Большепольская    | Селезнёвское с/п                                   | Выборгский      |
| 18  | Борисовская       | Раздольевское с/п                                  | Приозерский     |
| 19  | Бородинская       | Каменногорское г/п                                 | Выборгский      |
| 20  | Борская           | Бокситогорское г/п, Борское с/п                    | Бокситогорский  |
| 21  | Борская           | Борское с/п                                        | Тихвинский      |
| 22  | Бронинская        | Пениковское с/п                                    | Ломоносовский   |
| 23  | Бугровская        | Бугровское с/п                                     | Всеволожский    |
| 24  | Будогощская       | Будогощское г/п                                    | Киришский       |
| 25  | Вагановская       | Рахьинское г/п                                     | Всеволожский    |
| 26  | Вартемягская      | Агалатовское с/п                                   | Всеволожский    |
| 27  | Веревская         | Веревское с/п                                      | Гатчинский      |
| 28  | Винницкая         | Важинское г/п, Винницкое с/п                       | Подпорожский    |
| 29  | Возрожденская     | Каменногорское г/п                                 | Выборгский      |
| 30  | Войсковицкая      | Войсковицкое с/п                                   | Гатчинский      |
| 31  | Володарская       | Володарское с/п                                    | Лужский         |
| 32  | Волошовская       | Волошовское с/п                                    | Лужский         |
| 33  | Воскресенская     | Кобринское с/п                                     | Гатчинский      |
| 34  | Врудская          | Большеврудское с/п                                 | Волосовский     |
| 35  | Вындиноостровская | Вындиноостровское с/п                              | Волховский      |
| 36  | Выскатская        | Сланцевское г/п, Выскатское с/п                    | Сланцевский     |
| 37  | Гавриловская      | Гавриловское с/п                                   | Выборгский      |
| 38  | Ганьковская       | Ганьковское, Шугозёрское с/п                       | Тихвинский      |
| 39  | Гвардейская       | Гавриловское с/п                                   | Выборгский      |
| 40  | Глажевская        | Глажевское с/п                                     | Киришский       |
| 41  | Глебычевская      | Приморское с/п                                     | Выборгский      |
| 42  | Гончаровская      | Гавриловское с/п                                   | Выборгский      |
| 43  | Горская           | Виллозское г/п                                     | Ломоносовский   |
| 44  | Горская           | Горское с/п                                        | Тихвинский      |
| 45  | Гостилицкая       | Гостилицкое с/п                                    | Ломоносовский   |
| 46  | Гостицкая         | Сланцевское г/п, Гостицкое с/п                     | Сланцевский     |
| 47  | Громовская        | Громовское с/п                                     | Приозерский     |
| 48  | Губаницкая        | Волосовское г/п, Губаницкое с/п                    | Волосовский     |
| 49  | Дзержинская       | Дзержинское с/п                                    | Лужский         |
| 50  | Доможировская     | Доможировское с/п                                  | Лодейнопольский |
| 51  | Елизаветинская    | Елизаветинское с/п                                 | Гатчинский      |
| 52  | Ерёминогорская    | Ганьковское с/п                                    | Тихвинский      |
| 53  | Ермиловская       | Приморское с/п                                     | Выборгский      |
| 54  | Ефимовская        | Ефимовское г/п                                     | Бокситогорский  |
| 55  | Житковская        | Гавриловское с/п                                   | Выборгский      |
| 56  | Журавлёвская      | Климовское с/п                                     | Бокситогорский  |
| 57  | Заборьевская      | Лидское с/п                                        | Бокситогорский  |
| 58  | Заводская         | Горбунковское с/п                                  | Ломоносовский   |
| 59  | Загривская        | Загривское с/п                                     | Сланцевский     |
| 60  | Заклинская        | Лужское г/п, Заклинское с/п                        | Лужский         |
| 61  | Заневская         | Заневское г/п                                      | Волховский      |
| 62  | Запорожская       | Запорожское с/п                                    | Приозерский     |
| 63  | Изварская         | Изварское с/п                                      | Волосовский     |
| 64  | Ильинская         | Цвылёвское с/п                                     | Тихвинский      |
| 65  | Имоченская        | Алёховщинское, Янегское с/п                        | Лодейнопольский |
| 66  | Иссадская         | Иссадское с/п                                      | Волховский      |
| 67  | Кайболовская      | Фалилеевское с/п                                   | Кингисеппский   |
| 68  | Калитинская       | Калитинское, Кикеринское с/п                       | Волосовский     |
| 69  | Каложицкая        | Каложицкое с/п                                     | Волосовский     |
| 70  | Каменская         | Толмачёвское г/п, Заклинское, Оредежское с/п       | Лужский         |
| 71  | Каськовская       | Сельцовское с/п                                    | Волосовский     |
| 72  | Кипенская         | Кипенское с/п                                      | Ломоносовский   |
| 73  | Кирилловская      | Красносельское с/п                                 | Выборгский      |
| 74  | Кисельнинская     | Кисельнинское с/п                                  | Волховский      |
| 75  | Климовская        | Климовское с/п                                     | Бокситогорский  |
| 76  | Клопицкая         | Клопицкое, Сельцовское с/п                         | Волосовский     |
| 77  | Кобринская        | Кобринское с/п                                     | Гатчинский      |
| 78  | Колтушская        | Колтушское с/п                                     | Всеволожский    |
| 79  | Колчановская      | Колчановское с/п                                   | Волховский      |
| 80  | Кондратьевская    | Селезнёвское с/п                                   | Выборгский      |
| 81  | Копорская         | Копорское с/п                                      | Ломоносовский   |
| 82  | Котельская        | Котельское с/п                                     | Кингисеппский   |
| 83  | Красавская        | Тихвинское г/п                                     | Тихвинский      |
| 84  | Краснодолинская   | Приморское с/п                                     | Выборгский      |
| 85  | Красноозёрная     | Красноозёрное с/п                                  | Приозерский     |
| 86  | Красносельская    | Красносельское с/п                                 | Выборгский      |
| 87  | Красносокольская  | Каменногорское г/п                                 | Выборгский      |
| 88  | Кузёмкинская      | Кузёмкинское с/п                                   | Кингисеппский   |
| 89  | Куйвозовская      | Куйвозовское с/п                                   | Всеволожский    |
| 90  | Кукуйская         | Будогощское г/п                                    | Киришский       |
| 91  | Курбинская        | Винницкое с/п                                      | Подпорожский    |
| 92  | Курповская        | Важинское, Подпорожское г/п                        | Подпорожский    |
| 93  | Кусинская         | Кусинское с/п                                      | Киришский       |
| 94  | Лазаревичская     | Тихвинское г/п                                     | Тихвинский      |
| 95  | Ларионовская      | Приозерское г/п, Ларионовское с/п                  | Приозерский     |
| 96  | Лезьенская        | Кировское, Мгинское г/п                            | Кировский       |
| 97  | Ленинская         | Первомайское с/п                                   | Выборгский      |
| 98  | Лесколовская      | Лесколовское с/п                                   | Всеволожский    |
| 99  | Липногорская      | Цвылёвское с/п                                     | Тихвинский      |
| 100 | Лисинская         | Тосненское г/п, Лисинское с/п                      | Тосненский      |
| 101 | Лопухинская       | Лопухинское с/п                                    | Ломоносовский   |
| 102 | Лосевская         | Светогорское г/п                                   | Выборгский      |
| 103 | Любанская         | Любанское г/п                                      | Тосненский      |
| 104 | Межозёрная        | Лужское г/п, Ретюнское, Скребловское с/п           | Лужский         |
| 105 | Мельниковская     | Мельниковское с/п                                  | Приозерский     |
| 106 | Минская           | Вырицкое с/п                                       | Гатчинский      |
| 107 | Мичуринская       | Мичуринское с/п                                    | Приозерский     |
| 108 | Мозолёвская       | Борское с/п                                        | Бокситогорский  |
| 109 | Муринская         | Муринское, Новодевяткинское с/п                    | Всеволожский    |
| 110 | Мшинская          | Мшинское с/п                                       | Лужский         |
| 111 | Назиевская        | Назиевское г/п                                     | Кировский       |
| 112 | Нежновская        | Нежновское с/п                                     | Кингисеппский   |
| 113 | Новинская         | Вырицкое с/п                                       | Гатчинский      |
| 114 | Новолисинская     | Тосненское, Форносовское г/п                       | Тосненский      |
| 115 | Новосельская      | Новосельское с/п                                   | Сланцевский     |
| 116 | Овсищенская       | Старопольское с/п                                  | Сланцевский     |
| 117 | Озёрская          | Винницкое с/п                                      | Подпорожский    |
| 118 | Ольешская         | Лидское с/п                                        | Бокситогорский  |
| 119 | Опольевская       | Опольевское с/п                                    | Кингисеппский   |
| 120 | Оредежская        | Оредежское, Тёсовское с/п                          | Лужский         |
| 121 | Оржицкая          | Оржицкое с/п                                       | Ломоносовский   |
| 122 | Орлинская         | Дружногорское г/п                                  | Гатчинский      |
| 123 | Остроговицкая     | Беседское, Курское с/п                             | Волосовский     |
| 124 | Осьминская        | Осьминское с/п                                     | Лужский         |
| 125 | Отрадненская      | Плодовское с/п                                     | Приозерский     |
| 126 | Пашозёрская       | Пашозёрское с/п                                    | Тихвинский      |
| 127 | Пашская           | Пашское с/п                                        | Волховский      |
| 128 | Первомайская      | Первомайское с/п                                   | Выборгский      |
| 129 | Петровская        | Петровское с/п                                     | Приозерский     |
| 130 | Подборовская      | Лидское с/п                                        | Бокситогорский  |
| 131 | Полянская         | Полянское с/п                                      | Выборгский      |
| 132 | Потанинская       | Потанинское с/п                                    | Волховский      |
| 133 | Пригородная       | Новосветское с/п                                   | Гатчинский      |
| 134 | Приозёрная        | Ям-Тёсовское с/п                                   | Лужский         |
| 135 | Пудостьская       | Пудостьское с/п                                    | Гатчинский      |
| 136 | Пульницкая        | Сясьстройское г/п                                  | Волховский      |
| 137 | Пустомержская     | Большелуцкое, Пустомержское с/п                    | Кингисеппский   |
| 138 | Путиловская       | Путиловское с/п                                    | Кировский       |
| 139 | Пчёвжинская       | Пчёвжинское с/п                                    | Киришский       |
| 140 | Пчевская          | Пчевское с/п                                       | Киришский       |
| 141 | Рабитицкая        | Рабитицкое с/п                                     | Волосовский     |
| 142 | Радогощинская     | Радогощинское с/п                                  | Бокситогорский  |
| 143 | Радофинниковская  | Лисинское с/п                                      | Тосненский      |
| 144 | Разметелевская    | Колтушское с/п                                     | Всеволожский    |
| 145 | Рельская          | Осьминское с/п                                     | Лужский         |
| 146 | Ретюнская         | Ретюнское с/п                                      | Лужский         |
| 147 | Рождественская    | Рождественское с/п                                 | Гатчинский      |
| 148 | Романовская       | Романовское с/п                                    | Всеволожский    |
| 149 | Ромашкинская      | Ромашкинское с/п                                   | Приозерский     |
| 150 | Ропшинская        | Ропшинское с/п                                     | Ломоносовский   |
| 151 | Русско-Высоцкая   | Лаголовское, Ропшинское, Русско-Высоцкое с/п       | Ломоносовский   |
| 152 | Рыбежская         | Пашское с/п                                        | Волховский      |
| 153 | Сабская           | Сабское с/п                                        | Волосовский     |
| 154 | Самойловская      | Самойловское с/п                                   | Бокситогорский  |
| 155 | Свирицкая         | Свирицкое с/п                                      | Волховский      |
| 156 | Селезнёвская      | Селезнёвское с/п                                   | Выборгский      |
| 157 | Селивановская     | Селивановское с/п                                  | Волховский      |
| 158 | Сельцовская       | Любанское г/п                                      | Тосненский      |
| 159 | Серебрянская      | Серебрянское с/п                                   | Лужский         |
| 160 | Сиверская         | Сиверское г/п                                      | Гатчинский      |
| 161 | Сидоровская       | Радогощинское с/п                                  | Бокситогорский  |
| 162 | Скребловская      | Скребловское с/п                                   | Лужский         |
| 163 | Сойкинская        | Вистинское с/п                                     | Кингисеппский   |
| 164 | Соколинская       | Советское г/п                                      | Выборгский      |
| 165 | Соминская         | Ефимовское г/п                                     | Бокситогорский  |
| 166 | Сосновская        | Сосновское с/п                                     | Приозерский     |
| 167 | Староладожская    | Староладожское с/п                                 | Волховский      |
| 168 | Старопольская     | Старопольское с/п                                  | Сланцевский     |
| 169 | Сусанинская       | Сусанинское с/п                                    | Гатчинский      |
| 170 | Суховская         | Суховское с/п                                      | Кировский       |
| 171 | Сяськелевская     | Сяськелевское с/п                                  | Гатчинский      |
| 172 | Тарасовская       | Тосненское г/п                                     | Тосненский      |
| 173 | Тельмановская     | Тельмановское с/п                                  | Тосненский      |
| 174 | Тервеническая     | Алёховщинское с/п                                  | Лодейнопольский |
| 175 | Терпилицкая       | Терпилицкое с/п                                    | Волосовский     |
| 176 | Тёсовская         | Тёсовское с/п                                      | Лужский         |
| 177 | Токаревская       | Советское г/п                                      | Выборгский      |
| 178 | Токарская         | Подпорожское г/п                                   | Подпорожский    |
| 179 | Толмачёвская      | Толмачёвское г/п                                   | Лужский         |
| 180 | Торковичская      | Торковичское с/п                                   | Лужский         |
| 181 | Торошковская      | Дзержинское с/п                                    | Лужский         |
| 182 | Трубникоборская   | Трубникоборское с/п                                | Тосненский      |
| 183 | Усадищенская      | Усадищенское с/п                                   | Волховский      |
| 184 | Усть-Лужская      | Усть-Лужское с/п                                   | Кингисеппский   |
| 185 | Ушакинская        | Тосненское г/п                                     | Тосненский      |
| 186 | Фёдоровская       | Фёдоровское, Форносовское г/п                      | Тосненский      |
| 187 | Хваловская        | Хваловское с/п                                     | Волховский      |
| 188 | Цвелодубовская    | Рощинское г/п                                      | Выборгский      |
| 189 | Часовенская       | Пашское с/п                                        | Волховский      |
| 190 | Чащинская         | Вырицкое с/п                                       | Гатчинский      |
| 191 | Черновская        | Черновское с/п                                     | Сланцевский     |
| 192 | Чирковицкая       | Зимитицкое с/п                                     | Волосовский     |
| 193 | Чудскоборская     | Трубникоборское с/п                                | Тосненский      |
| 194 | Шамокшинская      | Лодейнопольское г/п                                | Лодейнопольский |
| 195 | Шапкинская        | Нурминское, Шапкинское с/п                         | Тосненский      |
| 196 | Шеменская         | Подпорожское г/п                                   | Подпорожский    |
| 197 | Шепелёвская       | Лебяженское г/п                                    | Ломоносовский   |
| 198 | Шиженская         | Коськовское с/п                                    | Тихвинский      |
| 199 | Шугозёрская       | Шугозёрское с/п                                    | Тихвинский      |
| 200 | Шумская           | Шумское с/п                                        | Кировский       |
| 201 | Щегловская        | Щегловское с/п                                     | Всеволожский    |
| 202 | Юкковская         | Юкковское с/п                                      | Всеволожский    |
| 203 | Ям-Тёсовская      | Ям-Тёсовское с/п                                   | Лужский         |
| 204 | Янегская          | Янегское с/п                                       | Лодейнопольский |
| 205 | Яровщинская       | Алёховщинское с/п                                  | Лодейнопольский |
| 206 | Ярославская       | Винницкое с/п                                      | Подпорожский    |

### Волости, упразднённые в 1995 году
Волости, образованные городскими посёлками, упразднённые в 1995 году.
| №  | Волость       | Район        | Адм. ц. (и, если есть, подчинявшиеся ему с.н.п.) |
| -- | ------------- | ------------ | --- |
| 1  | Вознесенская  | Подпорожский | гп Вознесенье, д. Богданово, Володарская, Гимрека, Кипрушино, Конец, Красный Бор, Родионово, Соболевщина, Щелейки                                                                |
| 2  | Дубровская    | Всеволожский | гп Дубровка, п. Пески |
| 3  | Красноборская | Тосненский   | гп Красный Бор, д. Мишкино, Поркузи, Феклистово |
| 4  | Кузьмоловская | Всеволожский | гп Кузьмоловский, д. Кузьмолово, Куялово |
| 5  | Мгинская      | Кировский    | гп Мга, п. Апраксин, Михайловский, д. Келколово, Славянка |
| 6  | Морозовская   | Всеволожский | гп имени Морозова, д. Ганнибаловка, Кошкино, Посечено, Резвых, Чёрная Речка, Шереметьевка, п. Дунай                                                                              |
| 7  | Назиевская    | Кировский    | гп Назия, д. Александровка, Васильково, Городище, Жихарево, Замошье, Карловка, Лукинское, Мучихино, Никольское, Подолье, Сирокасска, Старая Мельница, х. Павловский, м. Плитняки |
| 8  | Павловская    | Кировский    | гп Павлово, д. Горы, п. Дачное, Новинка |
| 9  | Правобережная | Всеволожский | гп имени Свердлова, д. Большие Пороги, Кузьминка, Маслово, Невский Парклесхоз, Новосаратовка, Оранжерейка, Островки, Самарка, п. Красная Заря, Рабочий                           |
| 10 | Приладожская  | Кировский    | гп Приладожский, д. Назия |
| 11 | Рахьинская    | Всеволожский | гп Рахья |
| 12 | Рябовская     | Тосненский   | гп Рябово, д. Болотница, Георгиевское, Жары, Красный Латыш |
| 13 | Сертоловская  | Всеволожский | гп Сертолово, п. Западная Лица |
| 14 | Синявинская   | Кировский    | гп Синявино |
| 15 | Тайцкая       | Гатчинский   | гп Тайцы, д. Александровка, Большая Ивановка, Большие Тайцы, Гяргино, Истинка, Малая Ивановка, Малые Тайцы, Нижняя, Новая, Старицы, Тихвинка, п. Санаторий имени Свердлова       |
| 16 | Токсовская    | Всеволожский | гп Токсово, д. Аудио, Кавголово, Рапполово, п. Новое Токсово |
| 17 | Форносовская  | Тосненский   | гп Форносово, д. Новолисино |

### Включение бывших городских посёлков в волости
Эти волости были также упразднены в 1995 году и впоследствии восстановлены в связи с преобразованием административных центров в сельские населённые пункты.
| № | Волость      | Район      | Год  | Бывший гп (и, если есть, подчинявшиеся ему с.н.п.)                                             |
| - | ------------ | ---------- | ---- | ---------------------------------------------------------------------------------------------- |
| 1 | Кобринская   | Гатчинский | 2004 | п. Кобринское, Карташевская, Прибытково, д. Кобрино, Меньково, Покровка, Руново, Старое Колено |
| 2 | Свирицкая    | Волховский | 2000 | п. Свирица (с.н.п. с 1998), д. Загубье, Сторожно                                               |
| 3 | Торковичская | Лужский    | 1996 | п. Торковичи, д. Овиновичи, Песочный Мох, Петрушина Гора                                       |

Также в 2004 году был в с.н.п. преобразован гп Кикерино (в Волосовском районе), волость не образована.

### Разделение волостей
| № | Волость    | Район         | Год  | Разделение                  |
| - | ---------- | ------------- | ---- | --------------------------- |
| 1 | Котельская | Кингисеппский | 1994 | выделена Нежновская волость |
| 2 | Оредежская | Лужский       | 1994 | выделена Тёсовская волость  |